# Domenico Natale Sarro

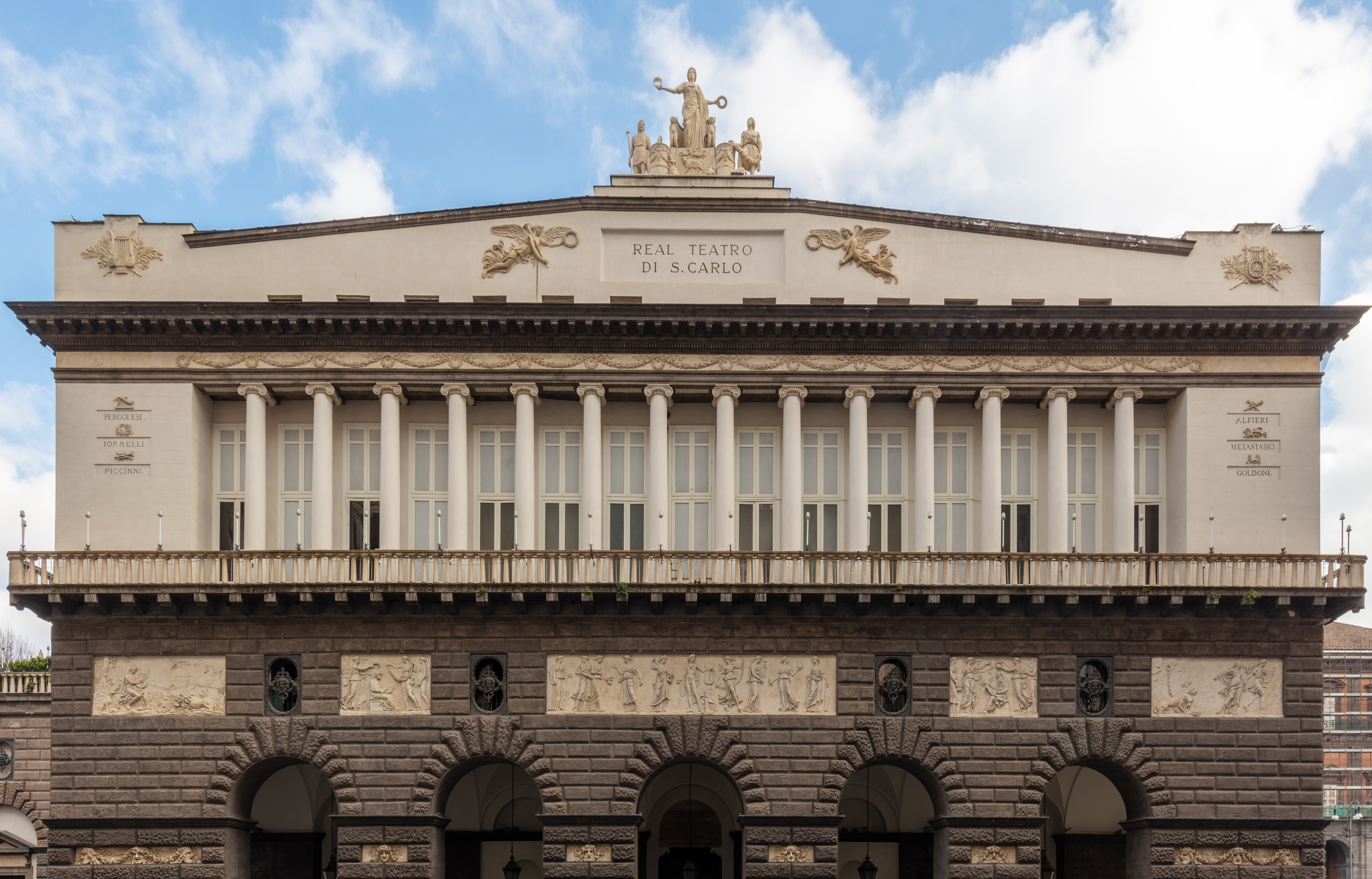
Fachada del Teatro de San Carlos de Nápoles,inaugurado en 1737 con la ópera Achille in Sciro de Domenico Sarro.

Domenico Natale Sarro (Trani, 24 de diciembre de 1679-Nápoles, 25 de enero de 1744) fue un compositor italiano que desarrolló su obra en la primera mitad del siglo XVIII, perteneciendo por lo tanto al periodo del barroco tardío de la historia de la música.

## Biografía
La primera noticia que se tiene de Sarro fue su ingreso en el Conservatorio de San Onofrio de la puerta Capuana de Nápoles, donde fue alumno de Angelo Durante. En 1702 estrena su primera obra sacra titulada L’opera d’amore, por encargo de la Confraternidad de la Santísima Trinidad de los Pelegrinos.
En 1704 presenta su candidatura para ocupar el puesto de Maestro de Capilla de la corte napolitana, en competencia con Gaetano Veneziano, Cristoforo Caresana y Francesco Mancini. Al no poder alcanzar el puesto deseado, obtenido por Veneziano, opta y obtiene el puesto de Segundo Maestro de Capilla.
En el 6 de febrero de 1705 contrae matrimonio.
En 1706 colabora con el veneciano Tomaso Albinoni en la composición de la ópera Griselda, con libreto de Apostolo Zeno. En octubre del mismo año estrena su primera ópera Candaule, re di Lidia en el Teatro de los Florentinos de Nápoles.
En 1707, y a causa de la Guerra de Sucesión Española, Sarro y Veneziano perdieron sus respectivos puestos, siendo sustituidos por Francesco Mancini y Alessandro Scarlatti respectivamente. A partir de este suceso y hasta 1717, disminuye considerablemente su producción operística, dedicándose fundamentalmente a la composición de música sacra para la Iglesia de San Pablo de Nápoles, donde fue contratado como Maestro de Capilla. 
En 1718 reanuda su producción operística consiguiendo numeroso éxitos, entre los que destacan: Armida al campo (1718), para el Teatro San Bartolomé de Nápoles; Didone abbandonata  (1724), siendo ésta la primera vez que se estrenaba una ópera con libreto del que sería el protagonista indiscutible de la escena operística en los siguientes 100 años: el poeta Pietro Metastasio.
En 1720 recupera su antiguo puesto de Segundo Maestro de Capilla en la corte napolitana, y en 1728 sucede a Geatano Greco como Maestro della Fidelissima Città de Nápoles. Por fin, el 21 de agosto de 1737, ocupó el puesto de Maestro de Capilla de la Corte, sustituyendo a Francesco Mancini.
El 4 de noviembre de 1737, el rey Carlos VII de Nápoles inauguró solemnemente el Teatro de San Carlos con la ópera de Sarro Achille in Sciro ; posteriormente, y en el mismo teatro, se estrenaron las óperas Ezio (1741) y Alessandro nell’Indie (1743), todas ellas con libreto de Metastasio.

## Consideraciones musicales
Sarro fue un compositor de transición entre dos importantes generaciones de músicos napolitanos: una representada por Alessandro Scarlatti y Francesco Mancini; y la otra por Nicola Porpora, Leonardo Vinci y Leonardo Leo. 
En sus primeras composiciones se observa un estilo casi contrapuntístico, en línea con Scarlatti; mientras que a partir de 1718, en sus óperas serias, combina la estructura musical y la melodía consiguiendo efectos de gran belleza. Se acercó tanto a la manera de componer de Vinci que muchos estudiosos, entre ellos Charles Burney, lo consideraron un mero imitador más que un creador.
Después de 1726, y a causa del dominio absoluto de Vinci y Hasse sobre los escenarios napolitanos, Sarro fue ocupando paulatinamente una posición de segunda fila.
Por lo que respecta sus trabajos sacros, sólo sabemos lo que indica el Dizionario Storico de Giuseppe Bertini: que fueron muy apreciados en Alemania.

## Óperas
- Anexo: Óperas de Domenico Natale Sarro